# Stefan Przewłocki
Stefan Przewłocki (ur. 9 września 1933 w Wyszkowie) – polski specjalista w dziedzinie geodezji i kartografii, profesor nauk technicznych o specjalności geodezja inżynieryjno-gospodarcza, geometria wykreślna, kartografia tematyczna.

## Życiorys
W 1957 roku ukończył studia wyższe na Wydziale Geodezji i Kartografii Politechniki Warszawskiej. Po uzyskaniu dyplomu magistra inżyniera w zakresie geodezji podjął pracę w Pracowni Geodezji Politechniki Łódzkiej oraz jako nauczyciel w Technikum Geodezyjnym w Łodzi. Jednocześnie rozpoczął pracę naukowo-badawczą i dydaktyczną jako asystent a następnie starszy asystent w utworzonej (w roku 1951) przy Wydziale Budownictwa Wieczorowej Szkole Inżynierskiej Sekcji Geodezji Stosowanej (przekształconej w 1964 roku w Katedrę Geodezji przy Wydziale Budownictwa Lądowego PŁ). W tym czasie główną problematyką badawczą Stefana Przewłockiego były zagadnienia związane z kartografią nawigacyjną. W latach 1959–1960 odbył staż nawigacyjny na statkach hydrograficznych MS „Koziorożec”, MS „Zodiak” i MS „Hydrograf – 2”, a w 1961 roku rejs nawigacyjny do portów Afryki Zachodniej. Efektem badań prowadzonych na zlecenie Komitetu Geodezji Polskiej Akademii Nauk, Gdańskiego Urzędu Morskiego oraz Państwowej Szkoły Rybołówstwa Morskiego w Gdyni były opracowania (wykonane w latach 1961–1964) dotyczące „analizy obrazów radarowych przedstawiających sytuację nawigacyjną i topograficzną wybrzeża”, „zasad wyznaczania efektywnej powierzchni fal radiowych od obiektów punktowych i powierzchniowych”, „przydatności nawigacyjnej reflektora rogowego” oraz „dokładności wyznaczania pozycji statku za pomocą radaru nawigacyjnego”.
Stopień naukowy doktora uzyskał w 1965 roku po obronie rozprawy „Studium opracowania rzeźby terenu wybrzeża polskiego na mapach morskich przeznaczonych do nawigacji radarowej” (powstałej w wyniku prowadzonych badań) na Wydziale Geodezji i Kartografii Politechniki Warszawskiej. W roku 1967 został powołany przez Ministra Żeglugi oraz Ministra Szkolnictwa Wyższego w skład komisji mającej na celu przekształcenie Szkół Morskich w Wyższe Szkoły Morskie. Po uzyskaniu stopnia doktora został przeniesiony na stanowisko adiunkta na Politechnice Łódzkiej co zaowocowało zmianą zainteresowań naukowych w kierunku geodezji inżynieryjno-budowlanej. W 1968 roku został docentem, a w roku 1969 członkiem Kolegium Redakcyjnego Wydawnictw Naukowych PŁ. Efektem pracy naukowej były monografie „Kształtowanie geometryczne konstrukcji budowlanych” (1969), „Przekrycia dwukrzywiznowe. Zasady kształtowania geometrycznego” (1970) oraz „Dokładność pomiarów przy montażu budowli z prefabrykatów” (1971) – za tę ostatnią pracę otrzymał Nagrodę Ministra Oświaty i Szkolnictwa Wyższego. W 1970 roku po utworzeniu Instytutu Inżynierii Komunalnej (IIK) został zastępcą dyrektora oraz kierownikiem Zespołu Geodezji i Geometrii Wykreślnej, a w 1975 wszedł w skład Komitetu Geodezji Polskiej Akademii Nauk. W 1976 roku, po reorganizacji IIK, został dyrektorem Instytutu Inżynierii Środowiska.
W 1977 roku, na podstawie dorobku naukowo-badawczego oraz rozprawy habilitacyjnej „Kształtowanie geometryczne oraz procesy metrologiczne w projektowaniu i realizacji obiektów budowlanych”, uchwałą Rady Wydziału Geodezji i Kartografii Politechniki Warszawskiej otrzymał stopień doktora habilitowanego. W tym samym roku ukazała się kolejna monografia „Pomiary przy montażu budowli z prefabrykatów”, która została wyróżniona przez Ministra Oświaty oraz Ministra Budownictwa i Przemysłu Materiałów Budowlanych. W 1978 roku został odznaczony Złotym Krzyżem Zasługi. W tym czasie, poza głównym nurtem zainteresowań naukowych, Stefan Przewłocki angażuje się w prace badawcze związane z zagadnieniami dotyczącymi wielkoskalowej kartografii tematycznej dla potrzeb inżynierii środowiska i gospodarki komunalnej – tworzy zespół badawczy z udziałem Mariana Czochańskiego i Grzegorza Kowalskiego, a efektem prac są publikacje naukowe.
Tytuł naukowy profesora nadzwyczajnego Stefan Przewłocki uzyskał uchwałą Rady Państwa w roku 1980. W tym samym roku został odznaczony Honorową Odznaką Miasta Łodzi, a za wkład w kształcenie kadry naukowej otrzymał nagrodę indywidualną drugiego stopnia Ministra Nauki, Szkolnictwa Wyższego i Techniki. Rok później został odznaczony Krzyżem Kawalerskim Orderu Odrodzenia Polski. Od 1981 roku aktywnie uczestniczył w pracach Sekcji Kartografii Komitetu Geodezji Polskiej Akademii Nauk. W roku 1985 został odznaczony Medalem 40-lecia Polski Ludowej. W 1989 roku, na wniosek Rady Wydziału Budownictwa i Architektury PŁ, otrzymał tytuł naukowy profesora zwyczajnego, a w 1992 został kierownikiem Katedry Geodezji, Kartografii Środowiska i Geometrii Wykreślnej Politechniki Łódzkiej. W pracy naukowej zajmuje się m.in. problematyką budowy baz danych dla lokalnych i regionalnych systemów informacji przestrzennej.
W 1992 roku został członkiem Akademii Inżynierskiej w Polsce oraz Normalizacyjnej Komisji Problemowej do spraw Geodezji w Budownictwie przy PKN. Uzyskał uprawnienia rzeczoznawcy majątkowego i w 1994 roku został jednym z członków założycieli Towarzystwa Naukowego Nieruchomości (w latach 1989–2001 był zastępcą przewodniczącego TNN), a od 1989 jest członkiem Łódzkiego Towarzystwa Naukowego. Od 1997 do 2003 roku był członkiem Centralnej Komisji do Spraw Stopni i Tytułów, a w latach 1998–2000 członkiem Państwowej Rady Nieruchomości. W roku 1997 wszedł w skład Prezydium Komitetu Geodezji PAN, a w 2001 został uhonorowany Medalem Słowackiego Uniwersytetu Technicznego w Bratysławie. W latach 1999–2002 opublikował kolejne monografie oraz podręczniki akademickie, w tym uhonorowany nagrodą Ministra Edukacji Narodowej podręcznik „Geodezja inżynieryjno-drogowa” (PWN, 2000). W 2012 roku Stefan Przewłocki został wybrany na członka Komitetu Geodezji PAN.
Stefan Przewłocki ma w swoim dorobku naukowym 18 podręczników, monografii i skryptów akademickich i ponad 300 publikacji naukowych. Wypromował 13 doktorów. Jest twórcą szkoły naukowej „Metrologia Budowli” i „Kartografii Środowiska”.
Równolegle z pracą w Politechnice Łódzkiej był w latach 1983-2002 profesorem Akademii Marynarki Wojennej w Gdyni, a w latach 1992-2002 profesorem Akademii Rolniczo-Technicznej w Olsztynie (aktualnie Uniwersytet Warmińsko-Mazurski). Od 2001 roku był dziekanem na Wydziale Geodezji i Gospodarki Nieruchomości Wyższej Szkoły Gospodarki Krajowej w Kutnie. Z Politechniki Łódzkiej odszedł na emeryturę w 2003 roku.
Odznaczenia, wyróżnienia i nagrody:
- Krzyż Kawalerski Orderu Odrodzenia Polski
- Srebrny i Złoty Krzyż Zasługi
- Medal 40-lecia Polski Ludowej
- Medal 40-lecia Wyzwolenia Łodzi
- Odznaka Honorowa Miasta Łodzi
- Odznaka Zasłużonego dla Politechniki Łódzkiej
- Złota Odznaka „Za zasługi w dziedzinie geodezji i kartografii”
- ośmiokrotna nagroda Ministra Oświaty i Szkolnictwa Wyższego oraz Ministra Szkolnictwa Wyższego, Nauki Techniki
- nagroda Ministra Edukacji Narodowej
- nagroda Ministra Budownictwa
- nagroda miasta Łodzi
- trzykrotna nagroda Rady Naukowej przy Prezydencie miasta Łodzi